# Valentin (Troppau-Ratibor)
Valentin von Ratibor (auch Valentin von Troppau-Ratibor; Valentin der Bucklige;  tschechisch: Valentin Hrbatý; * um 1485; † 13. November 1521) war von 1493 bis 1506 gemeinsam mit seinen Brüdern Nikolaus VI. und Johann IV. Herzog von (Troppau)-Ratibor und danach bis zu seinem Tod 1521 alleiniger Herzog von (Troppau)-Ratibor. Er entstammte dem Familienzweig Troppau-Ratibor der Troppauer Přemysliden, deren letztes Mitglied er war.

## Leben
Seine Eltern waren Johann III. von Ratibor und Magdalena († 1501), eine Tochter des Oppelner Herzogs Nikolaus I.
Nach dem Tod des Vaters erbten Valentin und seine Brüder Nikolaus VI. und Johann IV. das Herzogtum (Troppau)-Ratibor, das sie gemeinsam verwalteten. 
Nachdem Valentins ältere Brüder beide im Jahre 1506 verstarben, war Valentin alleinregierender Herzog von (Troppau)-Ratibor. 1511 anerkannte er den von seinem Vater 1478 geschlossenen Erbvertrag mit dem Oppelner Herzog Johann II., der seinerzeit von König Matthias Corvinus bestätigt worden war. Nachdem Valentin jedoch im selben Jahr vom böhmischen König Vladislav II. das Recht erhielt, seinen Nachfolger frei bestimmen zu dürfen, kam 1512 ein neuer Erbvertrag zustande, der von König Vladislav II. bestätigt wurde. Danach sollte im Fall von Johanns kinderlosem Tod das Herzogtum Oppeln zwischen Valentin von (Troppau)-Ratibor und Georg von Brandenburg geteilt werden. Bei Valentins kinderlosem Tod war ein Übergang des Herzogtums (Troppau)-Ratibor an Johann II. von Oppeln vorgesehen. 
Valentin war nicht verheiratet und hinterließ keine Nachkommen. Mit seinem Tod 1521 erlosch die Stammlinie Troppau-Ratibor der Troppauer Přemysliden, wobei er der Letzte aller Přemysliden war. Sein Leichnam wurde in der Dominikanerkirche in Ratibor beigesetzt. Zum Zeichen, dass er der Letzte seines Stammes war, wurde sein rituell zerbrochenes Schwert auf seinen Sarg gelegt.  
Sein Herzogtum (Troppau)-Ratibor fiel entsprechend dem Erbvertrag von 1512 an Johann II. von Oppeln, der beide Herzogtümer zum Herzogtum Oppeln-Ratibor verband.